# Confine tra Kenya e Uganda
Il confine tra il Kenya e l'Uganda ha una lunghezza di 814 km e separa la parte occidentale del Kenya dalla parte orientale dell'Uganda.

## Descrizione
Il confine segue un tracciato orientato generalmente da nord a sud. Parte dal triplice confine con la Tanzania estendendosi verso nord attraverso il Lago Vittoria. Una parte del tracciato segue i fiumi Bukwa e Kanamuton mentre il resto del confine è delimitato da pilastri o da fiumi fino al triplice confine con il Sudan del Sud.

## Storia
Il confine tra i due stati risale all'epoca coloniale. Nel 1886 l'Impero britannico e quello tedesco raggiunsero un accordo iniziale sulle loro sfere di influenza nell'Africa orientale, rispettivamente a nord e sud, di un confine stabilito tra l'Oceano Indiano e il Lago Vittoria. Nel 1890 un secondo trattato anglo-tedesco completò il confine con una linea che seguiva il 1º parallelo di latitudine sud attraverso il Lago Vittoria e proseguiva verso ovest fino al 30º meridiano di longitudine est. Il Regno di Buganda, situato a nord e a ovest del Lago Vittoria, venne dichiarato un protettorato britannico nel 1894. L'anno successivo i britannici crearono un protettorato dell'Africa orientale che comprendeva l'attuale territorio del Kenya compreso tra l'Oceano Indiano e la Rift Valley. Il Regno Unito estese gradualmente il protettorato alle aree adiacenti al Buganda e il nome dell'Uganda divenne in via generale d'uso per l'intera area. L'Oceano Indiano e il Lago Vittoria vennero collegati da una ferrovia nel 1901 attraverso la tratta Mombasa-Kisumu (quest'ultima città fondata col nome di Port Florence). Il 1º aprile 1902, l'allora provincia orientale del protettorato dell'Uganda venne trasferita al protettorato dell'Africa orientale dal Ministero degli esteri britannico.
Nel 1920 il protettorato dell'Africa orientale divenne colonia del Kenya, a eccezione della fascia costiera affittata dal sultano di Zanzibar, che divenne il protettorato del Kenya. La provincia ugandese di Rudolf, corrispondente all'attuale Contea Turkana, venne trasferita al Kenya nel 1926 definendo così i confini tra il protettorato dell'Uganda e la colonia del Kenya.
Nel 1932 venne concordato che il Karasuk, un'area del Kenya situata a ovest del fiume Suam e che in precedenza faceva parte della provincia di Rudolf, doveva essere amministrata dall'adiacente distretto ugandese di Karamoja per comodità del controllo tribale. Così venne creato un confine amministrativo a est del confine internazionale. 
L'Uganda divenne indipendente dal Regno Unito il 9 ottobre 1962 e il Kenya ottenne l'indipendenza l'anno successivo il 12 dicembre. Per accordo tra Kenya e Uganda, il Karasuk fu restituito all'amministrazione keniota nel settembre 1970.
Il 2 giugno 2009 è stata risolta una controversia che comprendeva la piccola isola posta sul Lago Vittoria di Migingo assegnando l'isola al Kenya e ridemarcando i confini delle acque intorno all'isola.

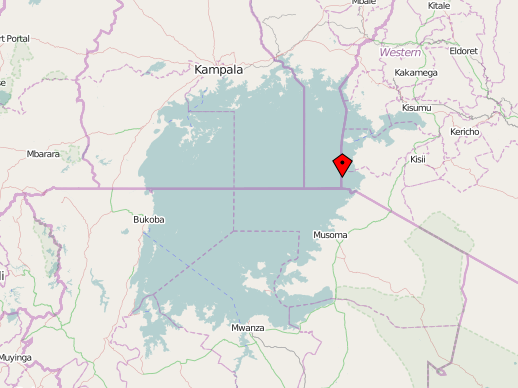
Localizzazione dell'isola di Migingo

## Insediamenti vicino al confine
Varie località lungo la frontiera keniota-ugandese hanno lo stesso toponimo. 

### Kenya
- Busia
- Lokitanyala
- Lwakhakha
- Malaba
- Suam

### Uganda
- Busia
- Lokitanyala
- Lwakhakha
- Malaba
- Suam